# Avril 1762
Cette page présente les faits marquants du mois d'avril 1762.

## Événements
- 7 avril : armistice de Ribnitz entre la Suède et la Prusse[1].
- 15 avril : institution du service militaire perpétuel aux frontières de la Transylvanie par Marie-Thérèse[2]. Face à l’agitation paysanne, Vienne organise en Transylvanie des régiments de gardes-frontières roumains dont les membres sont libérés du servage. Les paysans szeklers (Sicules), jusque-là libres, sont astreints au service dans la frontière militaire et se révoltent en septembre (fin en 1764)[3].